# Lazar C. Margulies
Lazar C. Margulies (* 22. Februar 1895 in Przemyśl, Österreich-Ungarn, heute Polen; † 7. März 1982 in New York City) war ein US-amerikanischer Gynäkologe und Geburtshelfer.
Margulies wurde im österreich-ungarischen Galizien geboren. Er studierte Medizin an der Universität Wien, unterbrochen vom Wehrdienst in der Gemeinsamen Armee im Ersten Weltkrieg. Am 11. Juni 1919 heiratete er eine Mitstudentin der Medizin, Rafaella Pomeranz; sie hatten zwei Kinder, Stephen (später Steven, geboren am 28. April 1927) und Bibi (später Phoebe, geboren am 30. Dezember 1931). Nach dem Studium, das er 1921 beendete, bildete er sich in Gynäkologie und Geburtshilfe weiter.
In den 1930er Jahren lebte und praktizierte Margulies in Wien. Nach der Nazi-Besetzung wurde er als jüdischer Arzt am 25. September 1939 als politischer Gefangener nach Buchenwald gebracht, wo er zunächst unter der Häftlingsnummer 20124 im Block 20 festgehalten wurde. Am 17. Februar erhielt er die übliche gestreifte Häftlingskleidung und die neue Nummer 5585. Er wurde schließlich am 28. April 1939 freigelassen, nachdem seine Familie Pläne für seine Ausreise nach Großbritannien gemacht hatte.
Nach einigen Jahren im Kreis London hat er Großbritannien verlassen und emigrierte 1941 in die Vereinigten Staaten. Dort war er ab 1954 am Mount Sinai Medical Center in New York tätig, wo er neun Jahre später zum Associate Professor ernannt wurde.
Lazar gilt als ein Pionier für Familienplanung unter Einbeziehung von Intrauterinpessaren. Sein Chef, Alan Guttmacher, der früher der intrauterinen Verhütung kritisch gegenüberstand, ermunterte Margulies, das, vom früher ebenfalls am Haus tätigen, Ernst Gräfenberg entwickelte Intrauterinpessar weiterzuentwickeln. 1958 entwickelte er ein IUP auf Basis eines thermoplastischem Polymers, für das ihm 1965 ein Patent erteilt wurde. Aufgrund der Formgebung war diese IUP namensgebend für die umgangssprachliche Bezeichnung „Spirale“. Es wurde vom Hersteller Ortho Pharmaceutical Company unter dem Markennamen Gynecoil vertrieben.
Lazar Margulies verstarb 1982 im Alter von 87 Jahren an den Folgen einer Hirnblutung. Er war verheiratet mit Kitty Herrmann und hatte drei Kinder.